# După blocuri
După Blocuri este al șaselea album al trupei B.U.G. Mafia, lansat la data de 18 ianuarie 2000, la casa de discuri Cat Music / Media Services. 
Piesa care dă numele albumului, “După blocuri”, este aleasă ca single. Se face videoclip pe peliculă, regizor fiind Bogdan Albu, iar operator Viorel Sergovici, ca și la cel cu Loredana Groza, care este filmat însă în digital. Acesta este primul videoclip exclusiv al trupei. La piese colaborează M&G, Luchian, Nico, Puya și Roxana, iar la interludii Țeavă, Pleșa, Greu’ și Cătălin. Lui Juice i se spune de acum Tataee. Deși cel mai bine închegat din punct de vedere muzical, albumul este “închis și violent”. Versurile sunt mai simple, mai dure și mai directe decât pe albumul precedent. Alte piese foarte ascultate sunt: “Unii s*g p*la”, “Capu’ sus”, “Anturaju’”, “La greu”, “Cartieru’ Pantelimon”, “A fost odată-n cartiere”. Vânzările sunt și de această dată foarte bune, adică 90.000 de exemplare. 
În 2001, B.U.G. Mafia câștigă premiul “cel mai bun album rap”, cu “După blocuri”, la Premiile Industriei Muzicale, dar și “cea mai bună trupă rap” și “cel mai bun videoclip”.
Membrii trupei în acea vreme erau: Caddy (Caddillac), Tataee și Uzzi.

## Ordinea pieselor[4]
| Nr.             | Titlu                                       | Autor(i)                          | Text                              | Lungime |  |
| 1.              | „Intro”                                     |                                   |                                   | 1:58    |  |
| 2.              | „Cartieru' Pantelimon” (Feat. Nico)         | Tataee, Caddy, Uzzi și Nico       | Tataee și Caddy                   | 4:37    |  |
| 3.              | „Interludiu” (Feat. Țeavă)                  |                                   |                                   | 0:34    |  |
| 4.              | „Ține-o tot așa”                            | Caddy și Tataee                   | Caddy                             | 4:02    |  |
| 5.              | „...Rămâne așa (Instrumental)”              | Uzzi, Caddy și Tataee             |                                   | 0:32    |  |
| 6.              | „La greu”                                   | Uzzi, Caddy și Tataee             | Uzzi, Caddy și Tataee             | 4:26    |  |
| 7.              | „Capu' sus” (Feat. Roxana)                  | Uzzi, Tataee, Caddy și Roxana     | Uzzi, Caddy și Tataee             | 4:52    |  |
| 8.              | „Cât a trăit” (Feat. Puya)                  | Uzzi și Puya                      | Uzzi                              | 3:22    |  |
| 9.              | „Combinații” (Feat. Greu')                  |                                   |                                   | 0:38    |  |
| 10.             | „Anturaju'”                                 | Uzzi, Tataee și Caddy             | Uzzi, Tataee și Caddy             | 4:32    |  |
| 11.             | „Interludiu” (Feat. Pleșa)                  |                                   |                                   | 0:22    |  |
| 12.             | „Unii s*g p*la”                             | Tataee, Uzzi și Caddy             | Tataee, Uzzi și Caddy             | 4:18    |  |
| 13.             | „A fost odată-n cartiere” (Luchian și Nico) | Tataee, Luchian și Nico           | Tataee                            | 4:37    |  |
| 14.             | „Progres” (Feat. Cătălin)                   |                                   |                                   | 0:56    |  |
| 15.             | „Două dube”                                 | Uzzi                              | Uzzi                              | 2:38    |  |
| 16.             | „Mafia și M&G” (Feat. M&G)                  | Co G, Tataee, Caddy, Mary și Uzzi | Co G, Tataee, Caddy, Mary și Uzzi | 4:42    |  |
| 17.             | „Mahoarcă” (Feat. Roxana)                   | Uzzi, Caddy, Tataee și Roxana     | Uzzi, Caddy și Tataee             | 4:35    |  |
| 18.             | „După blocuri”                              | Tataee, Caddy și Uzzi             | Tataee, Caddy și Uzzi             | 4:24    |  |
| 19.             | „Outro (Instrumental)”                      | Uzzi, Caddy și Tataee             |                                   | 1:34    |  |
| Lungime totală: | Lungime totală:                             | Lungime totală:                   | Lungime totală:                   | 57:39   |  |